# Бартрам, Петер
Петер Бартрам (дат. Peter Bartram; 4 мая 1961, Орхус, Ютландия) — датский военачальник, командующий Вооруженными силами Дании, начальник обороны (министр обороны) Дании (2012—2017), генерал-майор.

## Биография
Службу в датских вооружённых силах начал в 1981 году. Прошел офицерскую подготовку, обер-лейтенант (1986). До 1988 года служил в подразделениях бронетанковых войск, прежде чем перейти на штабную должность. В 1990—1991 годах командовал мотопехотным подразделением.
Окончил институт Генерального штаба (1993—1994), стал майором.
Позже П. Бартрам командовал 1-й бригадой, отвечающей за подготовку солдат перед отправкой на международные операции в Афганистане.
Был главным военным помощником в многонациональном корпусе на северо-востоке Польши и начальником отдела исследований и разработок в оперативном командовании датской армии.
Много лет работал в Командовании министерства обороны Дании.
С 2001 по 2003 год П. Бартрам был командиром датского батальона KFOR в Косово.
В 2008 году — бригадный генерал. С 2010 года — помощник начальника штаба в Верховном стратегическом союзном командовании ОВС НАТО по трансформации в г. Норфолке (штат Виргиния, США).
20 марта 2012 года генерал-майор Петер Бартрам был назначен новым главой обороны Дании, сменив генерала Кнуда Бартельс.
28 октября 2016 года Бартрам заявил, что покинет этот пост, чтобы работать в «крупной датской компании». 11 января 2017 года он ушёл с должности начальника обороны и стал вице-председателем датской медиакомпании JP/Politikens Hus и вице-председателем фонда Jyllands-Postens. Его сменил на этом посту Бьёрн Биссеруп.

## Награды
- Командор 1 класса ордена Данеброг
- Медаль за выслугу лет по гражданской обороне
- Медаль за 25 лет службы
- Почётная медаль Лиги гражданской обороны
- Медаль за международную оборонную службу 1948—2009
- Золотая Медаль Национальной обороны (Франция)
- Медаль НАТО за KFOR в Косово
- Скандинавская почётная медаль «Голубые береты»